# Блакитні приблуди

Ескіз діаграми Герцшпрунга—Рассела для кулястого скупчення на якому показано «блакитних приблуд».

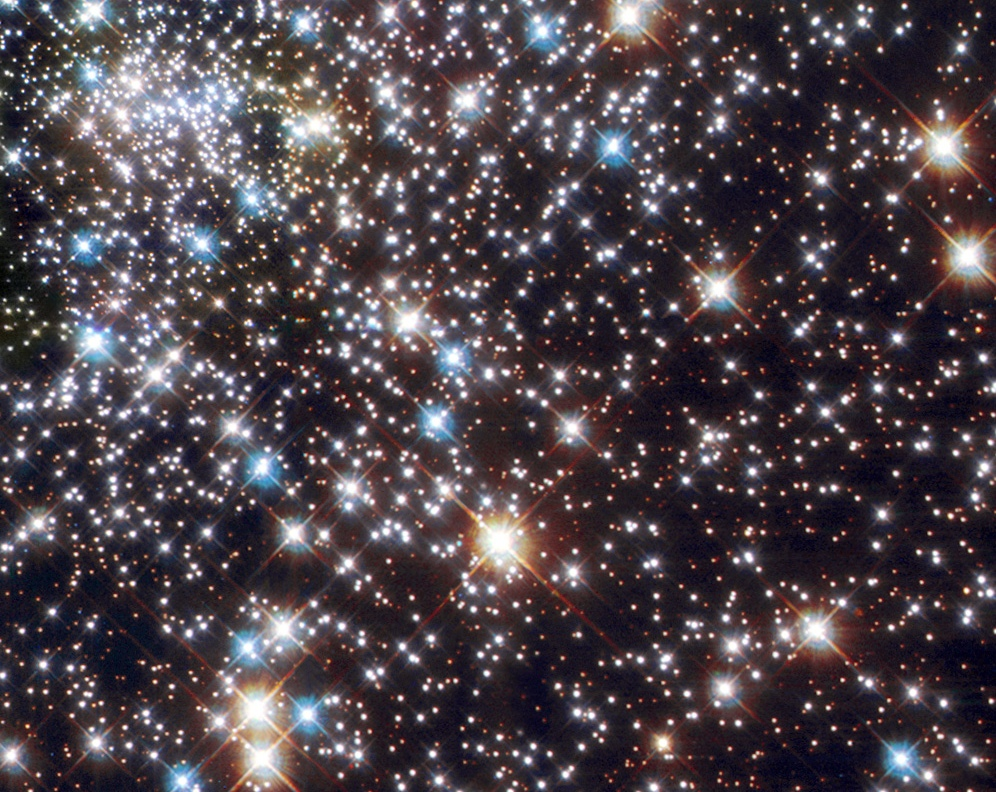
Зображення NGC 6397 зроблене космічним телескопом Габбл, на зображенні є ціла низка яскравих «блакитних приблуд».

Блаки́тні приблу́ди (також блакитні бродяги, англ. blue straggler) — нечисленні зорі розсіяних та кулястих зоряних скупчень, які на діаграмі Герцшпрунга—Рассела розташовані на продовжені головної послідовності вище точки повороту (у бік гарячих зір) .
Блакитні приблуди було відкрито Еланом Сендиджем 1953 року під час фотометричних досліджень кулястого скупчення M3.
Подібність кінематичних параметрів та хімічного складу свідчить, що блакитні приблуди справді належать до зоряних скупчень, а не просто проектуються на них.
Оскільки блакитні приблуди розташовані на головній послідовності вище точки повороту, то, за сучасними уявленнями, їх маса перевищує масу інших зір головної послідовності. У той же час відповідно до теорії зоряної еволюції такі масивні зорі вже мали б проеволюціонувати й перейти з головної послідовності на відгалуження гігантів. З цього випливає, що вони не могли утворитися разом з іншими зорями скупчення, та, імовірно, сформувалися набагато пізніше. Проте це суперечить уявленням, відповідно до яких у скупченнях майже немає міжзоряного газу, з якого могли б формуватися зорі, і процес зореутворення там давно скінчився.
Для пояснення феномену блакитних приблуд запропоновано декілька гіпотез, з яких поширення набули дві:
- явище блакитних приблуд пояснюють інтенсивними процесами перемішування речовини цих зір. У такому випадку тривалість перебування зорі на стадії спалювання водню суттєво збільшується й зоря затримується на головній послідовності значно довше, ніж зорі, що еволюціонують без перемішування. Однак причини такого посиленого перемішування (для окремих зір) залишаються не зовсім зрозумілими;
- за іншою поширеною гіпотезою вважається, що блакитні приблуди — це зорі, маса яких збільшилася: або внаслідок перетікання речовини з інших зір, наприклад, у подвійних системах, або внаслідок зіткнення зір.

## Додаткові посилання
1. Astronomy Picture of the Day: Blue Stragglers In NGC 6397 [Архівовано 28 травня 2010 у Wayback Machine.] (англ.)